# Menosira ornata
Menosira ornata är en spindelart som beskrevs av Yasunosuke Chikuni 1955. Menosira ornata ingår i släktet Menosira och familjen käkspindlar. Inga underarter finns listade i Catalogue of Life.